# Archer (Florida)
Archer es una ciudad ubicada en el condado de Alachua en el estado estadounidense de Florida. En el Censo de 2010 tenía una población de 1.118 habitantes y una densidad poblacional de 62,25 personas por km².

## Geografía
Archer se encuentra ubicada en las coordenadas 29°32′22″N 82°30′49″O / 29.53944, -82.51361. Según la Oficina del Censo de los Estados Unidos, Archer tiene una superficie total de 17.96 km², de la cual 17.85 km² corresponden a tierra firme y (0.61%) 0.11 km² es agua.

## Demografía
Según el censo de 2010, había 1.118 personas residiendo en Archer. La densidad de población era de 62,25 hab./km². De los 1.118 habitantes, Archer estaba compuesto por el 65.3% blancos, el 30.86% eran afroamericanos, el 0.72% eran amerindios, el 1.25% eran asiáticos, el 0% eran isleños del Pacífico, el 0.63% eran de otras razas y el 1.25% pertenecían a dos o más razas. Del total de la población el 4.29% eran hispanos o latinos de cualquier raza.